# Transplantationen
Transplantationen (Originaltitel: Phage) ist die fünfte Episode der ersten Staffel der US-amerikanischen Science-Fiction-Fernsehserie Star Trek: Raumschiff Voyager. Sie wurde in englischer Sprache erstmals am 6. Februar 1995 auf UPN ausgestrahlt. In Deutschland war sie zum ersten Mal am 12. Juli 1996 in einer synchronisierten Fassung bei Sat.1 zu sehen.

## Handlung
Ein Außenteam wird auf der Suche nach Dilithiumvorkommen zu einem Höhlennetz auf einem Asteroiden entsandt. Während der Suche wird Neelix von Außerirdischen angegriffen und gerät in einen Schockzustand. Er wird in die Krankenstation des Schiffes transportiert, wo festgestellt wird, dass seine Lunge entfernt wurde. Der Doktor hält ihn am Leben, indem er mithilfe des holografischen Senders der Krankenstation ein Paar holografischer Lungen in seinen Oberkörper projiziert. Neelix muss dafür für den Rest seines Lebens oder bis seine Lunge verheilt ist, absolut still bleiben und nur sprechen.
Eine weitere Feldmission wird organisiert, um den Täter zu finden und Neelix‘ Lunge wiederherzustellen. Sie kehren zum Asteroiden zurück und entdecken eine außerirdische Anlage, die fortschrittliche Tarntechnologie nutzt, und kommen zu dem Schluss, dass sie zur Lagerung organischer Stoffe, insbesondere der Atmungsorgane, dient. Die Außerirdischen entkommen dem Asteroiden, die Voyager holt sie jedoch ein. Das Verhör ergibt, dass es sich um die Vidianer handelt, eine außerirdische Rasse, die seit Generationen an einer unheilbaren Krankheit leidet. Die Vidianer entnehmen Organe anderer Rassen, um ihre eigenen zu ersetzen und der durch die Bakteriophagen verursachten Degeneration entgegenzuwirken.
Es stellt sich heraus, dass Neelix‘ Lungen bereits einem der Außerirdischen transplantiert worden sind, Captain Kathryn Janeway entscheidet sich jedoch, sie gehen zu lassen, anstatt die Außerirdischen durch eine Lungentransplantation zum Tode zu verurteilen. Als Reaktion auf ihre Nachsicht bieten die Außerirdischen Neelix Hilfe an und vermitteln ihr das nötige Fachwissen, um eine Transplantation von einem anderen Besatzungsmitglied durchzuführen, was der Doktor aufgrund anatomischer Inkompatibilität zunächst für unmöglich gehalten hatte. Neelix erhält von Kes eine Spenderlunge.

## Produktion

### Darsteller
Cully Fredricksen, Darsteller von Dereth, spielte auch den vulkanischen Captain im Spielfilm Star Trek: Der erste Kontakt.

## Rezeption
Die Rezeptionen zu der Episode fielen gemischt aus.
Them0vieblog bezeichnete die Folge als „stärker als viele der anderen Episoden, aber immer noch kein großartiges Stück Fernsehen“. Im Gegensatz dazu setzte Empire auf Platz 44 der 50 besten Star-Trek-Episoden. Die Folge wurde als „typisch im Stil von Star Trek“ bezeichnet. Trek Today schrieb: „Voyagers erste wirklich erfolgreiche themenorientierte Episode“.
Keith DeCandido bewertete Transplantationen 2020 auf tor.com als eine nur leicht überdurchschnittliche Folge von Star Trek: Raumschiff Voyager. Die Grundidee eines Volks, das nur aus Verzweiflung und Überlebenswillen furchtbare Dinge tut, sei hochspannend. Die konkrete Umsetzung weise jedoch einige Schwachstellen auf. Es dauert viel zu lang, bis es zur tatsächlichen Konfrontation mit den Vidiianern kommt. Ihre Hintergrundgeschichte und die Lösung des Problems von Neelix’ fehlenden Lungen werden dadurch viel zu hastig abgehandelt. Auch dass die Möglichkeit des Einsatzes von künstlichen Organen bei den Vidiianern (etwa wie bei Neelix in holografischer Form) in der Folge nicht einmal diskutiert wird, empfand DeCandido als Schwachpunkt.